# El castigo
El castigo és un telefilm espanyol produït per Antena 3 Films i New Atlantis i dirigida per Daniel Calparsoro. Minut d'or amb més de 7.000.000 d'espectadors a Espanya i va ser preseleccionada als premis Emmy. Consta de dos episodis, emesos per Antena 3 entre el [5 i 16 de desembre de 2008.

## Sinopsi
La minisèrie, que està basada en una història real, succeïda a Barcelona aproximadament en 2004; relata la història d'un grup de joves conflictius, rebels i violents que són enviats per les seves famílies a un centre educatiu que resulta ser una granja abandonada reconstruïda com reformatori il·legal per a solucionar els seus problemes de conducta. Una vegada en la granja són maltractats, explotats i sotmesos a un dur règim de treball. Els pares no tenen cap contacte amb els seus fills, només parlen amb una psicòloga que els convida a seguir amb aquesta particular forma de reeducació, i algunes vegades el criden i els nois es veuen obligats a mentir pel que els pugui passar.

## Base real de la història
El cas en el qual s'ha inspirat l'autor és el d'un jove suís, que va ser trobat a Girona amb mostres de violència; va contar que havia escapat d'una "granja" del lloc. En obrir-se una recerca es va trobar aquest emplaçament, governat pel suís Armin Markus, la italiana Lorena E. Batista i el francès Raymond Nicot. La granja, que pertanyia a l'organització suïssa Time Out, rebia subvencions estatals suïsses.

## Repartiment
- Alejandro (Guillermo Barrientos)
- Simona (Miriam Giovanelli)
- Hugo (Joel Bosqued)
- Eva (Esmeralda Moya)
- Rubén (Óscar Sinela)
- Ara (Marta Calvó)
- Marco (Ramiro Alonso)
- Tony (Alfredo Villa)

## Audiència
- Dilluns 15 de desembre de 2008: 4,874 milions d'espectadors i un 26,5% de quota de pantalla.[4]
- Dimarts 16 de desembre de 2008: 5,333 milions d'espectadors i un 27,8% de quota de pantalla.[5]

Aquestes dades d'audiència van superar àmpliament la mitjana de la cadena situada en el 16,6%. La sèrie es va convertir en l'estrena de ficció més vist de l'any sent líder d'audiència en totes les franges d'edat a excepció d'aquella que inclou els majors de 54 anys.
El diumenge 21 de juny de 2009, Antena 3 va reposar la minisèrie, emetent aquesta vegada els dos capítols en la mateixa nit, aconseguint en les seves més de dues hores de durada una audiència mitjana d'1.527.000 espectadors i un 10,8% de share.